# Xanthopimpla mira
Xanthopimpla mira là một loài tò vò trong họ Ichneumonidae.